# Solar Tavares da Silva
O Solar Tavares da Silva é um casarão histórico localizado na cidade do Recife, capital do estado brasileiro de Pernambuco. Funciona atualmente como prédio anexo do Tribunal Regional Eleitoral pernambucano.

## História
A mais antiga menção conhecida ao solar da família Tavares da Silva foi feita pelo engenheiro fourierista francês Louis Léger Vauthier, na primeira metade dos anos 1840. Por este motivo, deduz-se que o casarão foi erguido entre o fim da década de 1830 e o início da década subsequente.